# قلعه نو (شهر شیراز)
قلعه نو در گذشته روستایی در دهستان کفترک بخش مرکزی شهرستان شیراز استان فارس ایران بوده است.
این روستا از جمله روستاهایی هست که در طرح توسعه شیراز به شیراز ملحق شده است. این روستا که هم‌اکنون به شهرک قلعه نو معروف و جزو منطقه ۷ شهرداری شیراز محسوب می‌شود. این شهرک یکی از انشعابات بلوار اتحاد است.

## جمعیت
بر پایه سرشماری عمومی نفوس و مسکن در سال ۱۳۸۵ جمعیت این شهرک ۳٬۵۸۵ نفر (۸۹۴خانوار) بوده است.